# SN 2007uf
SN 2007uf – supernowa typu Ia odkryta 11 listopada 2007 roku w galaktyce A020630-0409. Jej jasność pozostaje nieznana.